# Przewodnik tatrzański
Przewodnik tatrzański – współcześnie przewodnik turystyczny górski mający uprawnienie do prowadzenia wycieczek na terenie Tatr, Pienin oraz Podtatrza.

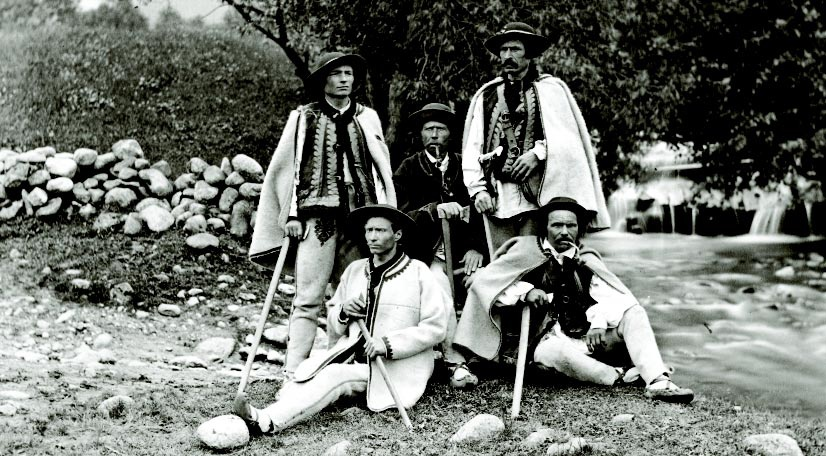
Przewodnicy tatrzańscy ok. 1877 r., - od lewej Wojciech Roj, Jędrzej Wala młodszy, Jędrzej Wala, Szymon Tatar i Maciej Sieczka.

## Historia przewodnictwa tatrzańskiego
Pierwsze wzmianki o przewodnictwie tatrzańskim można odnaleźć w opisie Przygód Simplicissimusa Węgierskiego z roku 1683. Autorem tej powieści podróżniczej jest Daniel Speer pochodzący z Wrocławia. Rozdział zatytułowany Jak Simplicissimus z pięcioma studentami i przewodnikiem przez trzy dni drapał się po najwyższych Karpackich górach opisuje wyprawę w Tatry z przewodnikiem. Uważa się, że uczestnicy wyprawy zdobyli Kieżmarski Szczyt. 
Pierwszymi przewodnikami byli górale zamieszkujący okoliczne wsie. Znali tylko część Tatr, w której działali jako kłusownicy czy pasterze, nie posiadali wiedzy o całych górach. Jednym z pierwszych znanym z imienia i nazwiska przewodników był rektor liceum w Kieżmarku – Georg Buchholtz, który wraz ze swoimi studentami odbywał wycieczki w Tatry. Zachowały się dwa opisy takich wycieczek – z roku 1724 i 1726.
Przewodnicy towarzyszyli naukowcom eksplorującym Tatry. Nie tylko prowadzili, ale również byli tragarzami ekwipunku oraz sprzętu badawczego.
Stanisław Staszic w latach 1802–1805 podczas swoich wypraw na Kołowy Szczyt, Sławkowski Szczyt i Krywań zatrudniał jako przewodników górali z Jurgowa, zaś w wejściu na Łomnicę towarzyszyli mu przewodnicy z Gierlachowa i Starej Leśnej.
W wieku XIX wycieczki w Tatry zyskały popularność. W podtatrzańskich miejscowościach rozwinęło się zaplecze noclegowe i baza wypadowa dla wypraw w głąb gór. Wraz ze zwiększającą się liczbą turystów wzrosło zapotrzebowanie na przewodników. Zachowały się informacje o polskich przewodnikach z pierwszej połowy XIX, byli to: Jan Budz, Wojciech Galica, Józef Bigos i Jędrzej Para, leśniczowie – Franciszek Klein i Ignacy Blumenfeld. Po południowej stronie Tatr działali jako przewodnicy: Thomas Mauksch, Ján Ruman Driečny (starszy), Johann Still.
W drugiej połowie XIX wieku działali przewodnicy, którzy znali całe Tatry i przyczynili się do szybkiego rozwoju turystyki i taternictwa. Po północnej stronie Tatr byli to: Jędrzej Wala (starszy), Maciej Sieczka, Szymon Tatar (starszy), Wojciech Roj, Jędrzej Wala (młodszy), Jan Bachleda Tajber i Klemens Bachleda.
Po południowej stronie Tatr do najbardziej znanych przewodników należeli: Ján Ruman Driečny (młodszy), Martin Spitzkopf, Johann Hunsdorfer (senior). W tym okresie przewodnicy wyprowadzili turystów na niezdobyty dotąd Gerlach.
W 1873 roku powstały dwie organizacje turystyczne: Towarzystwo Tatrzańskie i Węgierskie Towarzystwo Karpackie, których zadaniem był rozwój turystyki, badania naukowe i ochrona przyrody w Tatrach. Obie instytucje ujęły przewodnictwo w ramy organizacyjne. Po południowej stronie Tatr w roku 1875, a po północnej w 1877 przewodnicy otrzymali legitymacje. Odznaki przewodnickie, czyli tzw. „blachy” polskim przewodnikom wręczono w 1887 roku. Został ustalony zakres uprawnień dla przewodników (podział na klasy) i stawki za poszczególne wycieczki.
Od początku XX wieku rozwijała się turystyka indywidualna. Wzrost liczby turystów i rozwój nowych form turystyki: taternictwa i turystyki zimowej pociągnął za sobą wypadki. Było to impulsem do powołania do życia w 1909 roku Tatrzańskiego Ochotniczego Pogotowia Ratunkowego, którego pierwszymi członkami zostali przewodnicy tatrzańscy.
Po drugiej wojnie światowej, wraz z powstaniem parków narodowych po obu stronach Tatr, turystyka została podporządkowana wymogom ochrony przyrody. PTT zostało przekształcone w ogólnopolską organizację PTTK, któremu podlegało także przewodnictwo górskie. Rozwijający się w tym okresie masowy ruch turystyczny, opierający się głównie na zorganizowanych wycieczkach zbiorowych, był impulsem ponownego rozwoju przewodnictwa. Poza Zakopanem powstały nowe koła przewodnickie, m.in. w Krakowie, Katowicach, Gliwicach, a także akademickie koła przewodników.

## Przewodnicy tatrzańscy dzisiaj
Przewodnik tatrzański jest zawodem tzw. zaufania publicznego, do którego wykonywania niezbędna jest licencja. Po zdaniu egzaminów wydaje ją Marszałek województwa właściwy dla miejsca zamieszkania przewodnika. Przewodnik tatrzański to jeden z rodzajów przewodnika turystycznego, którym może być osoba posiadająca uprawnienia określone ustawą z dnia 29 sierpnia 1997 r.

## Organizacje skupiające przewodników tatrzańskich
Organizacje skupiające przewodników tatrzańskich są zrzeszone w Centrum Przewodnictwa Tatrzańskiego:
- Akademickie Koło Przewodników Tatrzańskich im. Zofii i Witolda H. Paryskich w Krakowie,
- Klub Przewodników Tatrzańskich PTTK-TPN w Zakopanem,
- Koło Przewodników Tatrzańskich im. Janusza Chmielowskiego w Katowicach,
- Koło Przewodników Tatrzańskich im. Macieja Sieczki w Krakowie,
- Koło Przewodników Tatrzańskich im. Tadeusza Szczerby w Gliwicach,
- Stowarzyszenie Europejskich Przewodników Górskich „Lider”,
- Stowarzyszenie Przewodników Tatrzańskich im. Klemensa Bachledy w Zakopanem.
- Koło Przewodników Tatrzańskich w Zakopanem PTTK im. Klimka Bachledy